# Prospero Colonna (cardinale XV secolo)
Prospero Colonna (Roma, 1410 circa – Roma, 24 marzo 1463) è stato un cardinale italiano.

## Biografia
Prospero Colonna nacque a Roma intorno al 1410 da Lorenzo Onofrio Colonna e Sveva Caetani. Nipote, da parte del padre, di papa Martino V, era il fratello di Antonio, principe di Salerno, ed Odoardo, duca dei Marsi.
Papa Martino V lo creò cardinale diacono nel concistoro segreto del 24 maggio 1426 e a causa della giovane età lo pubblicò nel concistoro dell'8 novembre 1430. Ricevette la diaconia di San Giorgio in Velabro e ricoprì l'importante carica di notaio apostolico.

Dallo stesso zio Martino V, nel 1427 con la bolla Etsi prudens, oltre alla comproprietà sul patrimonio storico della famiglia, ottenne come patrimonio personale il possesso di Ardea, Frascati, Marino, Molara, Monte Compatri e Rocca di Papa. Pur avendo sostenuto la propria famiglia contro le pretese di Eugenio IV, durante lo scisma della Chiesa che vedeva eletto l'antipapa Felice V, il Colonna era nel 1438 al concilio di Ferrara al fianco del papa che verrà deposto nel 1439.
Partecipò al conclave del 1447 per l'elezione di papa Niccolò V in cui per soli due voti mancò lui stesso, a causa dell'ostilità della famiglia Orsini rappresentati in conclave dal cardinale Giovanni De Ponte già arcivescovo di Taranto, di essere eletto. Partecipò ancora con elevate probabilità di essere eletto al papato ai conclavi che poi elessero Callisto III e Pio II. Coinvolto negli eventi politici dei propri congiunti dei quali fu deciso sostenitore, durante la metà del secolo XV ebbe parte di rilievo nelle vicende legate alla località di Lariano, di cui era tornato in possesso nel 1448, e alla ricostruzione della fortezza contro la volontà di Pio II e del comune di Velletri.
Letterato, umanista, amante dell'archeologia, possedette una ricca e grande biblioteca. Fu protettore tra gli altri "umanisti" di Leone Battista Alberti.
Morì a Roma il 24 marzo 1463 e fu sepolto nella basilica dei Santi XII Apostoli.

## Ascendenza
|                         |                 |                                        | Genitori                    |  |  | Nonni |  |  | Bisnonni       |  |  | Trisnonni        |  |
|                         |                 |                                        |                             |  |  |       |  |  | Pietro Colonna |  |  | Giordano Colonna |  |
|                         |                 |                                        |                             |  |  |       |  |  | Pietro Colonna |  |  | Giordano Colonna |  |
|                         |                 | Margherita Capocci                     |                             |  |  |       |  |  | Pietro Colonna |  |  |                  |  |
| Agapito Colonna         |                 |                                        |                             |  |  |       |  |  | Pietro Colonna |  |  |                  |  |
|                         |                 | Letizia Conti                          | Nicolò Conti                |  |  |       |  |  |                |  |  |                  |  |
|                         |                 | Letizia Conti                          | Nicolò Conti                |  |  |       |  |  |                |  |  |                  |  |
|                         |                 | Letizia Conti                          | ?                           |  |  |       |  |  |                |  |  |                  |  |
| Lorenzo Onofrio Colonna |                 | Letizia Conti                          |                             |  |  |       |  |  |                |  |  |                  |  |
|                         |                 | Giovanni Conti                         | Adenolfo Conti              |  |  |       |  |  |                |  |  |                  |  |
|                         |                 | Giovanni Conti                         | Adenolfo Conti              |  |  |       |  |  |                |  |  |                  |  |
|                         |                 | Giovanni Conti                         | ?                           |  |  |       |  |  |                |  |  |                  |  |
| Caterina Conti          |                 | Giovanni Conti                         |                             |  |  |       |  |  |                |  |  |                  |  |
|                         |                 | Margherita Colonna                     | Stefano Colonna             |  |  |       |  |  |                |  |  |                  |  |
|                         |                 | Margherita Colonna                     | Stefano Colonna             |  |  |       |  |  |                |  |  |                  |  |
|                         |                 | Margherita Colonna                     | Calceranda di Insula        |  |  |       |  |  |                |  |  |                  |  |
| Prospero Colonna        |                 | Margherita Colonna                     |                             |  |  |       |  |  |                |  |  |                  |  |
|                         | Giacomo Caetani | Nicola Caetani                         |                             |  |  |       |  |  |                |  |  |                  |  |
|                         | Giacomo Caetani | Nicola Caetani                         |                             |  |  |       |  |  |                |  |  |                  |  |
|                         | Giacomo Caetani | Giovanna Orsini / Violante della Ratta |                             |  |  |       |  |  |                |  |  |                  |  |
| Jacobello Caetani       | Giacomo Caetani |                                        |                             |  |  |       |  |  |                |  |  |                  |  |
|                         |                 | Sveva Sanseverino                      | Roberto Sanseverino         |  |  |       |  |  |                |  |  |                  |  |
|                         |                 | Sveva Sanseverino                      | Roberto Sanseverino         |  |  |       |  |  |                |  |  |                  |  |
|                         |                 | Sveva Sanseverino                      | Jacopa di Bosco             |  |  |       |  |  |                |  |  |                  |  |
| Sveva Caetani           |                 | Sveva Sanseverino                      |                             |  |  |       |  |  |                |  |  |                  |  |
|                         |                 | Pietro d'Evoli                         | Tommaso d'Evoli             |  |  |       |  |  |                |  |  |                  |  |
|                         |                 | Pietro d'Evoli                         | Tommaso d'Evoli             |  |  |       |  |  |                |  |  |                  |  |
|                         |                 | Pietro d'Evoli                         | ?                           |  |  |       |  |  |                |  |  |                  |  |
| Rogasia d'Evoli         |                 | Pietro d'Evoli                         |                             |  |  |       |  |  |                |  |  |                  |  |
|                         |                 | Bianca di Grandinato                   | Carlo/Tommaso di Grandinato |  |  |       |  |  |                |  |  |                  |  |
|                         |                 | Bianca di Grandinato                   | Carlo/Tommaso di Grandinato |  |  |       |  |  |                |  |  |                  |  |
|                         |                 | Bianca di Grandinato                   | ?                           |  |  |       |  |  |                |  |  |                  |  |
|                         |                 | Bianca di Grandinato                   |                             |  |  |       |  |  |                |  |  |                  |  |